# Serie A 1972-1973 (pallavolo femminile)
La Serie A femminile FIPAV 1972-73 fu la 28ª edizione del principale torneo pallavolistico italiano femminile organizzato dalla FIPAV.
Il titolo fu conquistato dalla Fini Modena, al secondo successo consecutivo.

## Classifica
| Pos. | Squadra                | Pt | G  | V  | P  | SV | SP |
| ---- | ---------------------- | -- | -- | -- | -- | -- | -- |
| 1.   | Fini Modena            | 36 | 18 | 18 | 0  | 54 | 7  |
| 2.   | Bartoli Reggio Emilia  | 32 | 18 | 16 | 2  | 49 | 12 |
| 3.   | CUS Parma              | 26 | 18 | 13 | 5  | 45 | 20 |
| 4.   | Casagrande Sacile      | 26 | 18 | 13 | 5  | 41 | 19 |
| 5.   | Coma Modena            | 18 | 18 | 9  | 9  | 29 | 32 |
| 6.   | Presolana Bergamo      | 16 | 18 | 8  | 10 | 29 | 33 |
| 7.   | Trilì Reggio Emilia    | 12 | 18 | 6  | 12 | 22 | 40 |
| 8.   | CCS Cogne              | 8  | 18 | 4  | 14 | 19 | 45 |
| 9.   | Fisa Città di Castello | 6  | 18 | 3  | 15 | 19 | 47 |
| 10.  | Minelli Modena         | 0  | 18 | 0  | 18 | 2  | 54 |

| Campione d'Italia | Retrocesse in Serie B |

## Risultati

### Tabellone
|                        | Bergamo | Città di Castello | Cogne | Modena Coma | Modena Fini | Modena Minelli | Parma | Reggio Emilia Arbor | Reggio Emilia La Torre | Sacile |
| ---------------------- | ------- | ----------------- | ----- | ----------- | ----------- | -------------- | ----- | ------------------- | ---------------------- | ------ |
| Bergamo                | XXX     | 3-0               | 3-1   | 1-3         | 0-3         | 3-0            | 2-3   | 3-0                 | 0-3                    | 0-3    |
| Città di Castello      | 1-3     | XXX               | 3-1   | 2-3         | 0-3         | 3-1            | 1-3   | 2-3                 | 1-3                    | 0-3    |
| Cogne                  | 1-3     | 3-1               | XXX   | 1-3         | 1-3         | 3-0            | 0-3   | 3-2                 | 0-3                    | 0-3    |
| Modena Coma            | 3-0     | 3-1               | 3-0   | XXX         | 0-3         | 3-0            | 1-3   | 0-3                 | 0-3                    | 0-3    |
| Modena Fini            | 3-0     | 3-0               | 3-1   | 3-0         | XXX         | 3-0            | 3-0   | 3-0                 | 3-0                    | 3-0    |
| Modena Minelli         | 0-3     | 0-3               | 0-3   | 0-3         | 0-3         | XXX            | 0-3   | 1-3                 | 0-3                    | 0-3    |
| Parma                  | 3-1     | 3-0               | 3-0   | 3-0         | 2-3         | 3-0            | XXX   | 3-0                 | 2-3                    | 3-0    |
| Reggio Emilia Arbor    | 0-3     | 3-1               | 3-0   | 0-3         | 1-3         | 3-0            | 0-3   | XXX                 | 0-3                    | 0-3    |
| Reggio Emilia La Torre | 3-1     | 3-0               | 3-0   | 3-0         | 1-3         | 3-0            | 3-1   | 3-0                 | XXX                    | 3-0    |
| Sacile                 | 3-0     | 3-0               | 3-1   | 3-1         | 1-3         | 3-0            | 3-1   | 3-1                 | 1-3                    | XXX    |

## Fonti
- Filippo Grassia e Claudio Palmigiano (a cura di). Almanacco illustrato del volley 1987. Modena, Panini, 1986.
- LegaVolley.it.